# Elecciones locales del Distrito Federal de México de 1988
Las Elecciones del Distrito Federal de 1988 se llevaron a cabo el domingo 6 de julio de 1988, simultáneamente con las elecciones federales y en ellas fueron electos, por primera ocasión, los titulares de los siguientes cargos de elección popular del Distrito Federal:
- 66 Representantes a la Asamblea de Representantes del Distrito Federal: 40 elegidos por mayoría relativa en cada uno de los Distritos Electorales y 26 electos por el principio de Representación proporcional mediante un sistema de listas.

## Resultados electorales
Ocho partidos políticos con registro en el Distrito Federal participaron en las elecciones, los resultados que obtuvieron fueron los siguientres:

#### Votos para representantes
|  | 24,34 % |

|  | 22,67 % |

|  | 27,55 % |

|  | 25,72 % |

|  | 15,94 % |

|  | 14,93 % |

|  | 1,15 % |

|  | 1,07 % |

|  | 8.81 % |

|  | 8,27 % |

|  | 13,72 % |

|  | 13,14 % |

|  | 0,95 % |

|  | 0,89 % |

|  | 7,54 % |

|  | 7,13 % |

|  | 6,18 % |

|  | 100,00 % |

|  | 100,00 % |

### Representantes
| Partido/Alianza | Partido/Alianza                                          | Mayoría | Proporcional | Total |
| --------------- | -------------------------------------------------------- | ------- | ------------ | ----- |
|                 | Partido Acción Nacional                                  | 13      | 5            | 18    |
|                 | Partido Revolucionario Institucional                     | 24      | 10           | 34    |
|                 | Partido Popular Socialista                               | 0       | 3            | 3     |
|                 | Frente Democrático Nacional (Distrito Federal)           | 0       | 0            | 0     |
|                 | Partido Demócrata Mexicano                               | 0       | 0            | 0     |
|                 | Partido Mexicano Socialista                              | 0       | 3            | 3     |
|                 | Partido del Frente Cardenista de Reconstrucción Nacional | 3       | 3            | 6     |
|                 | Partido Revolucionario de los Trabajadores               | 0       | 0            | 0     |
|                 | Partido Auténtico de la Revolución Mexicana              | 0       | 2            | 2     |
| Total           |                                                          | 40      | 26           | 66    |
| Fuentes: ALDF.  |                                                          |         |              |       |

#### Representantes Electos por el principio de Mayoría Relativa
| Distrito      | Nombre                                              | Partido |
| I             | Manuel Castro y del Valle                           |         |
| II            | Jorge Mario Sánchez Solís                           |         |
| III           | Gloria Brasdefer Hernández                          |         |
| IV            | Raúl Castellano Jiménez                             |         |
| V             | Juan Araiza Cabrales                                |         |
| VI            | Abraham Martínez Rivero                             |         |
| VII           | Fernando Lozano Pérez                               |         |
| VIII          | Carlos Jiménez Hernández                            |         |
| IX            | Taydé González Cuadros                              |         |
| X             | René Torres Bejarano                                |         |
| XI            | Jesús Ramírez Núñez                                 |         |
| XII           | Roberto Castellanos Tovar                           |         |
| XIII          | Roberto Jorge González Alcalá                       |         |
| XIV           | Santiago Oñate Laborde                              |         |
| XV            | Ofelia Casillas Ontiveros                           |         |
| XVI           | Alberto Antonio Moreno Colín                        |         |
| XVII          | Flavio Gabriel González González                    |         |
| XVIII         | Alfonso Godínez López                               |         |
| XIX           | Eliseo Roa Bear                                     |         |
| XX            | Justino Rosas Villegas                              |         |
| XXI           | Manuel Enrique Díaz Infante de la Mora              |         |
| XXII          | Juan José Castillo Mota                             |         |
| XXIII         | María del Carmen del Olmo López                     |         |
| XXIV          | Alfredo Villegas Arreola                            |         |
| XXV           | Manuel Jiménez Guzmán                               |         |
| XXVI          | Miriam del Carmen Jure Cejín                        |         |
| XXVII         | Salvador Abascal Carranza                           |         |
| XXVIII        | Fernando Lerdo de Tejada Luna                       |         |
| XXIX          | Lorenzo Reynoso Ramírez                             |         |
| XXX           | Alfredo de la Rosa Olguín                           |         |
| XXXI          | Fernando Ortiz Arana                                |         |
| XXXII         | Juan Manuel Hoffmann Calo                           |         |
| XXXIII        | Jarmila Hermelinda Olmedo Dobrovolny de Garcilita   |         |
| XXXIV         | Jesús Óscar Delgado Arteaga                         |         |
| XXXV          | María Teresa Glase Ortiz                            |         |
| XXXVI         | María de la Esperanza Guadalupe Gómez Mont y Urueta |         |
| XXXVII        | José Antonio Padilla Segura                         |         |
| XXXVIII       | Martha Andrade de Del Rosal                         |         |
| XXXIX         | Felipe de Jesús Calderón Hinojosa                   |         |
| XL            | César Augusto Santiago Ramírez                      |         |
| Fuente: ALDF. |                                                     |         |

#### Representantes Electos por el principio de Representación Proporcional
| Nombre                         | Partido                    |
| Onosandro Trejo Cerda          |                            |
| Joaquín López Martínez         |                            |
| Jorge Mario Jiménez Valadez    |                            |
| Benjamín Hedding Galeana       |                            |
| Jorge Aarón Romero Laureani    |                            |
| Aníbal Peralta Galicia         |                            |
| Julio Martínez de la O         |                            |
| Daniel Aceves Villagrán        |                            |
| Juan Jesús Flores Muñoz        |                            |
| José Luis Bolaños Mora         |                            |
| José Ángel Conchello Dávila    |                            |
| Gonzalo Altamirano Dimas       |                            |
| Tomás Carmona Jiménez          |                            |
| Víctor Orduña Muñoz            |                            |
| José Manuel Jiménez Barranco   |                            |
| Héctor Ramírez Cuéllar         | Partido Popular Socialista |
| Humberto Pliego Arenas         | Partido Popular Socialista |
| Francisco Leonardo Saavedra    | Partido Popular Socialista |
| Rocío Huerta Cuervo            |                            |
| Graciela Rojas Cruz            |                            |
| Ramón Sosamontes Herreramoro   |                            |
| Beatriz Gallardo Macías        |                            |
| Genaro Piñeiro López           |                            |
| Andrés Roberto Ortega Zurita   |                            |
| Héctor Miguel Calderón Hermosa |                            |
| Adolfo Kunz Bolaños            |                            |
| Fuente: ALDF.                  |                            |

### Presidentes de la Mesa Directiva de la Asamblea de Representantes del Distrito Federal
- (15/11/1988-15/12/1988): Santiago Oñate Laborde[10]
- (15/12/1988-15/01/1989): José Ángel Conchello Dávila[11]
- (15/11/1989-15/12/1989): Jarmila Hermelinda Olmedo Dobrovolny de Garcilita[12]